# Ismail de Marrocos
Ismael ou Ismail (m. março de 1727, Mequinez), nascido Ismail ibne Xarife, foi mulei e sultão de Marrocos da dinastia alauita, reinando entre 1672 a 1727. Foi antecedido por seu irmão Arraxide e sucedido por seu filho Amade de Marrocos. Teve, segundo se crê, 500 esposas e um total de 888 filhos (548 rapazes e 340 raparigas). Mandou construir uma cidade, Mequinez, para servir de capital, que é por vezes chamada «Versalhes de Marrocos», por causa da sua extravagância.
Durante o reinado de Ismail, a capital de Marrocos foi transferida de Marraquexe para Mequinez. Inspirado pelo rei Luís XIV de França, Ismail iniciou a construção de um elaborado palácio imperial e outros monumentos. No seu auge, o império de Ismail estendeu-se desde a atual Argélia até à Mauritânia.
Ismail é famoso como uma das figuras marcantes da história de Marrocos, bem conhecido pela sua crueldade lendária. Para intimidar tribos rivais, ordenou que os muros da cidade fossem «adornados» com 10 000 cabeças de inimigos assassinados. Lendária é a facilidade com que condenava à decapitação ou à tortura os criados que considerava preguiçosos. Nos 20 anos do regime de Ismail, cerca de 30 000 morreram como consequência de suas decisões.
Ismail usou cerca de 25 000 prisioneiros cristãos e 30 000 criminosos comuns como trabalhadores escravos na construção da sua grande cidade. Foram capturados mais de 16 000 escravos da África subsaariana para servir a sua guarda negra de elite. Pela altura da morte de Ismail, a guarda crescera para o décuplo, o maior exército da história marroquina.

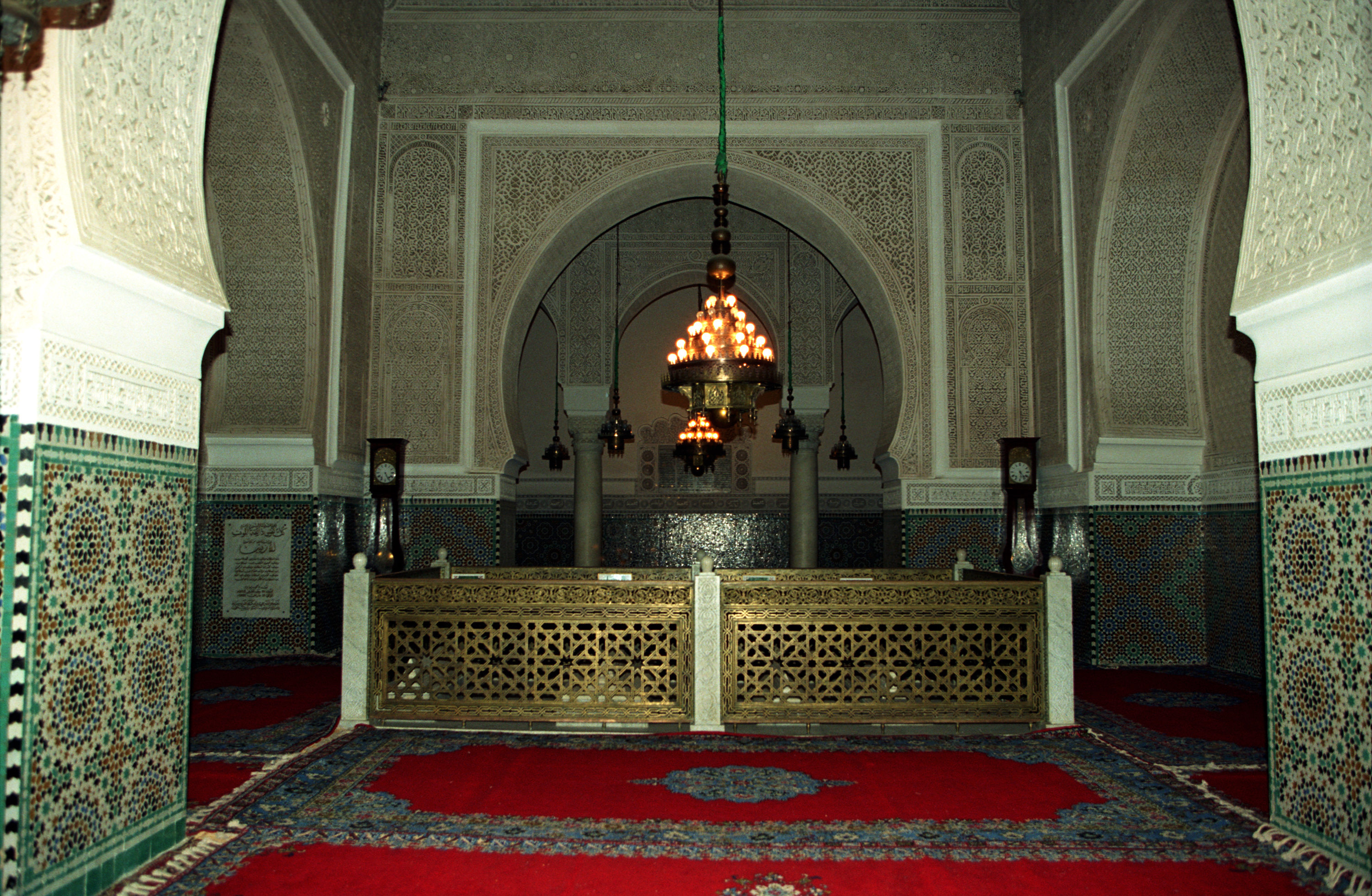
Túmulo de Ismail

Após a sua morte, seu neto Maomé III transferiu a capital de volta a Marraquexe, e retirou de Mequinez uma boa parte das suas riquezas para construir uma nova cidade imperial. O grande Mausoléu de Ismail está aberto mesmo a não muçulmanos como testemunho da grandeza deste déspota.